# Самокиш, Леонид Михайлович
Леонид Михайлович Самокиш (1929, Новоалексеевка, Донецкая область — 10 июня 1982, Старобешевский район, Донецкая область) — советский металлург, сталевар Донецкого металлургического завода имени Ленина. Депутат Верховного Совета УССР 8—9-го созывов.

## Биография
Родился в 1929 году в селе Новоалексеевка.
Образование среднее. Окончил ремесленное училище. С 1946 года работал колхозником.
С 1949 года — подручный сталевара, сталевар мартеновского цеха Донецкого металлургического завода имени Ленина.
Член КПСС с 1957 года.
10 июня 1982 года погиб в автомобильной катастрофе на трассе Донецк—Старобешево.

## Награды
- Государственная премия СССР (1979);
- Заслуженный металлург Украинской ССР;
- ордена, медали.